# びわこ文化公園
びわこ文化公園（びわこぶんかこうえん）は、滋賀県大津市の湖南丘陵（瀬田丘陵）に広がる滋賀県営の都市公園（総合公園）である。

## 概要
1982年（昭和57年）に滋賀県が策定した『びわこ文化公園都市構想』の「芸術、教養の文化クラスター」にあたる公園施設であり、現在も整備が進められている。園内には県立の芸術文化施設が集中して配置されている。なお、当公園には文化ゾーン（ぶんかゾーン）という愛称がある。当公園に隣接する龍谷大学や立命館大学などとともに文教地区を形成している。

## 沿革
1970年（昭和45年）10月に『びわこニュータウン開発基本計画』が公表されたが、この都市公園（総合公園）を着工したのは1978年（昭和53年）4月であった。その間に滋賀県立東大津高等学校と滋賀医科大学が1976年（昭和51年）に当公園の近隣に開校している。

### 年表
- 1978年（昭和53年）4月：事業開始に伴い、着工[資料 1]。
- 1979年（昭和54年）
  - 2月：びわこ文化公園都市構想を公表[資料 1]。
  - 10月：びわこ文化公園都市構想が決定[文献 1]。
- 1980年（昭和55年）
  - 4月：滋賀県埋蔵文化財センターを開設[資料 1]。
  - 7月：滋賀県立図書館が開館（滋賀会館から移転[5]）[資料 1]。
- 1982年（昭和57年）12月：びわこ文化公園都市基本計画を策定[2][資料 1]。
- 1984年（昭和59年）
  - 8月：滋賀県立近代美術館が開館[資料 1]。
  - 9月：びわこ文化公園を開設（開設当初は21.7 ha）[文献 1]。
- 1985年（昭和60年）7月：夕照の庭（日本庭園）を開園[文献 1]。
- 1987年（昭和62年）10月：夕照庵（茶室）を開業[資料 1]。
- 2002年（平成14年）7月：びわこ文化公園を拡張（拡張後は33.7 ha）[文献 1]。
- 2006年（平成18年）4月：指定管理者制度を制定。「財団法人滋賀県公園・緑地センター」が指定管理者となる[文献 2]。
- 2008年（平成20年）3月：びわこ文化公園を再拡張（再拡張後は43.20 ha）[文献 1]。
- 2009年（平成21年）4月：指定管理者が「近江鉄道ゆうグループ」に変わる[文献 2]。
- 2012年（平成24年）8月：びわこ文化公園都市将来ビジョンを策定[資料 1]。
- 2014年（平成26年）4月：「近江鉄道ゆうグループ」との指定管理者契約を更新し、5年契約を結ぶ[文献 2]。同年度、一般公募によりシンボルマークを制定[6]。
- 2017年（平成29年）4月：老朽化のため、滋賀県立近代美術館が長期休館となる（その後、改修工事が行われる）[7]。
- 2019年（平成31年）4月：指定管理者が「びわこ文化公園 ゆうゆうパートナーズ」（代表企業は西武造園）に変わる[文献 2]。
- 2020年（令和2年）：北駐車場 → 西駐車場間に連絡通路が完成する（片方向のみ）[資料 2]。
- 2021年（令和3年）
  - 3月：滋賀県立近代美術館が同年6月に再開館することを発表[8]。
  - 6月：滋賀県立近代美術館が「滋賀県立美術館」に改称し、リニューアルオープン[9]。
- 2022年（令和4年）4月：「びわこ文化公園 ゆうゆうパートナーズ」との指定管理者契約を更新し、20年契約を結ぶ[資料 3]。
- 2023年（令和5年）4月：体験広場内に飲食施設（BBQ & カフェハウス「cafe Volonta（カフェボロンタ）」）が開業[10][11]。

## 施設
主な施設は下記のとおり。各施設の所在地や他の施設は園内マップを参照。

### 主な施設
- 滋賀県立美術館
- 滋賀県立図書館
- 滋賀県埋蔵文化財センター
- 日本庭園「夕照の庭」 - 面積約20,000 m2、池泉回遊式庭園、伊藤邦衛（造園家）が設計したもの。
- 茶室「夕照庵」 - 建築面積200.46 m2
- 六角広場
- 集合広場 - 面積約2,000 m2
- 催し物広場 - 面積約3,000 m2
- 子ども広場 - 面積約2,000 m2
- 自然共生、体験広場（ビオトープ、ふれあい広場、わんぱく原っぱ、飲食施設）
- 彫刻の路 - 約360 m
- 源内峠製鉄遺跡[13]
- 公園管理事務所（AED設置[1]）

### 備考
当園内には「夕照の庭」という日本庭園があり、その池で鯉の放し飼いをしているが、2020年（令和2年）5月26日に投稿した当園の公式サイトで「パンをあげないでください」と注意喚起した。その後、2021年（令和3年）9月10日に投稿した当園の公式ブログで鯉のエサを販売する自動販売機の設置を公表した。当園に設置した鯉のエサは最中を模したものとなっているが、それを2つに割るとペレット（鯉のエサ）が入っている。最中も鯉のエサとして与えることができる。ちなみに、桑子研が2022年（令和4年）5月17日に投稿した自身の公式ブログには鳥や鯉にエサを与えてはいけない理由として、「（鯉などの）淡水魚は普通の魚の塩分濃度（0.9％）よりも塩分濃度が高い（約3.5%）ので、塩分が高い食品（例：パン）を過剰摂取するとエラから水分が過剰に入り、細胞が破裂して腎臓などに負担がかかる」と解説している。

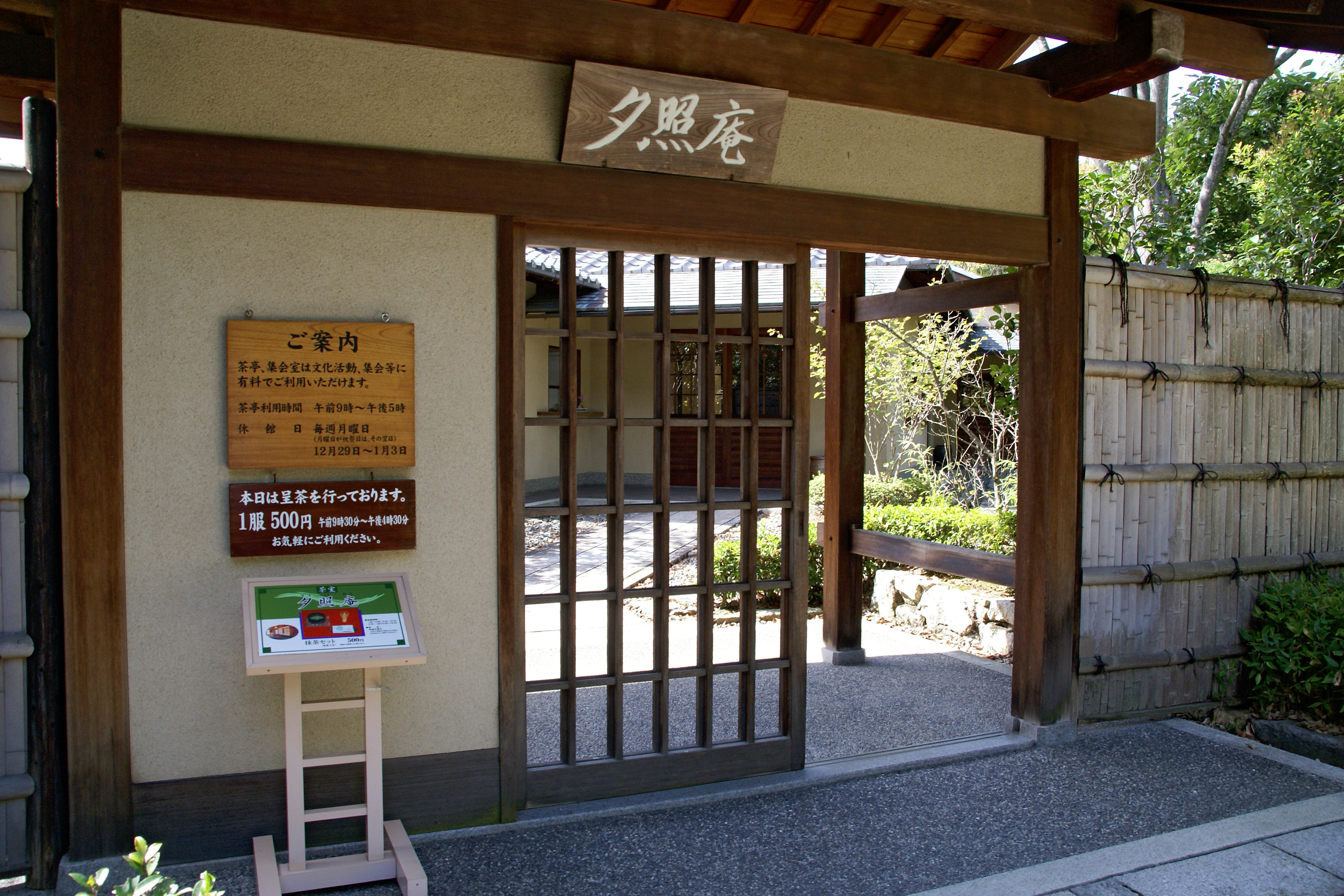
茶室「夕照庵」（2007年10月）
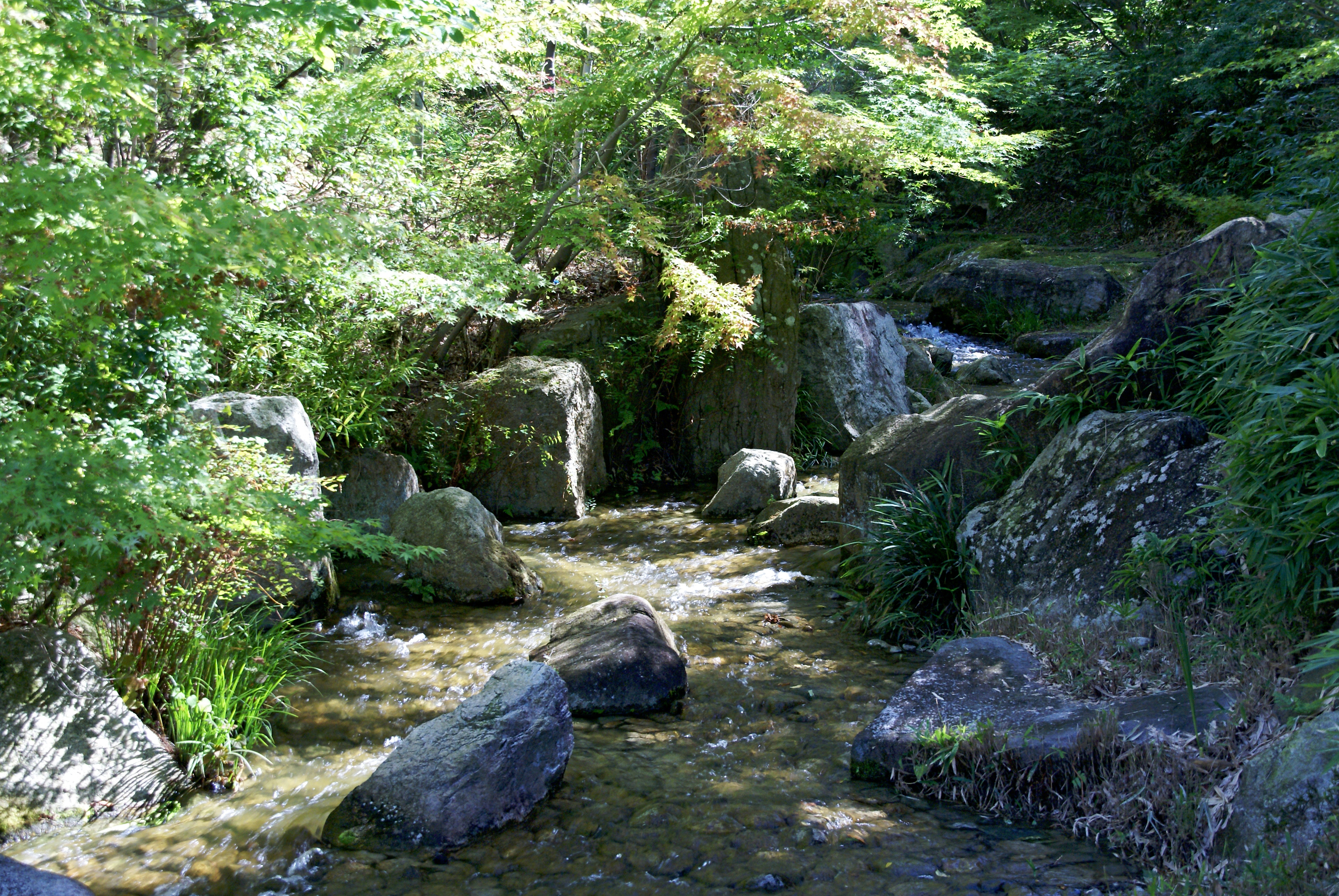
夕照の庭（2007年10月）
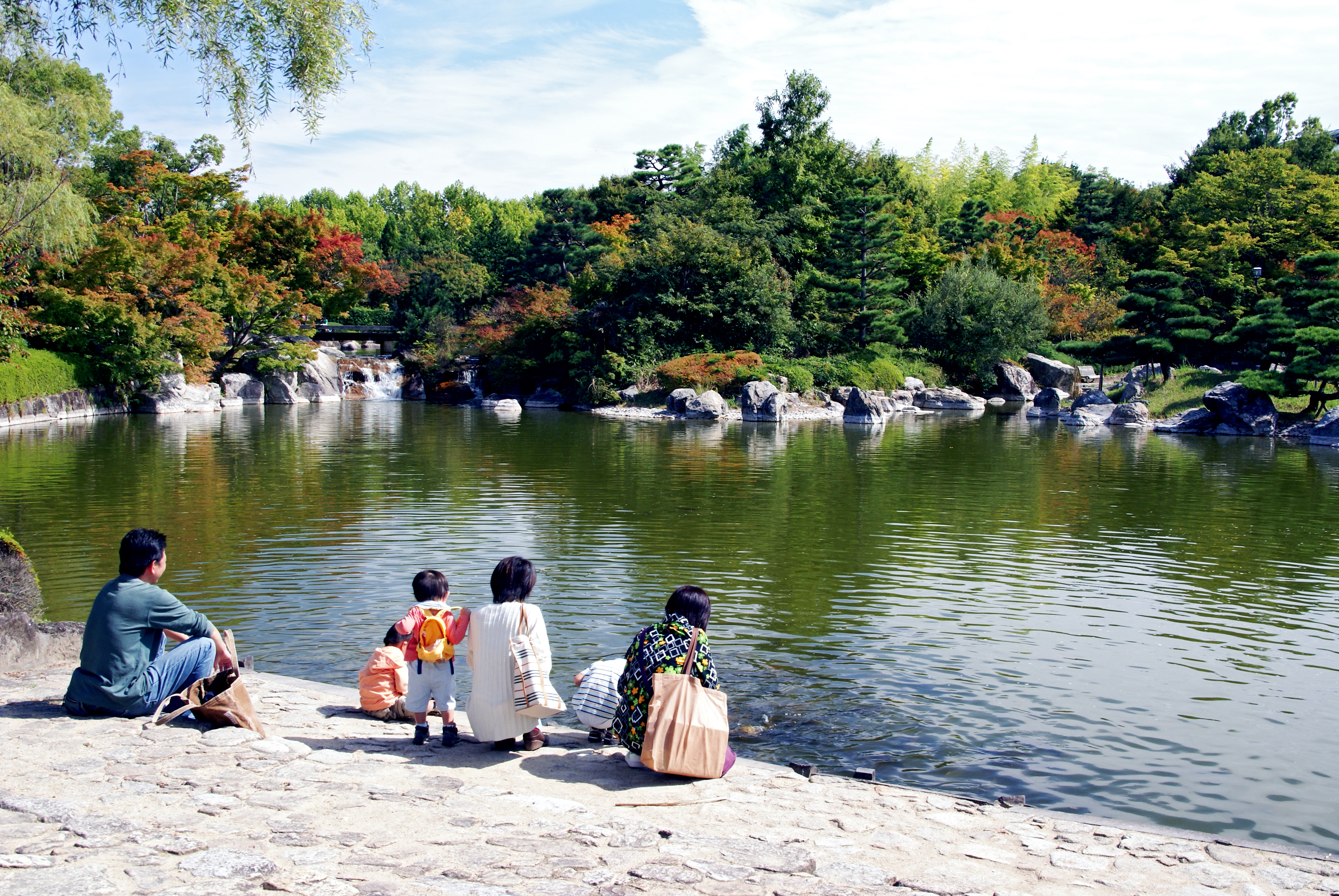
夕照の庭（2007年10月）
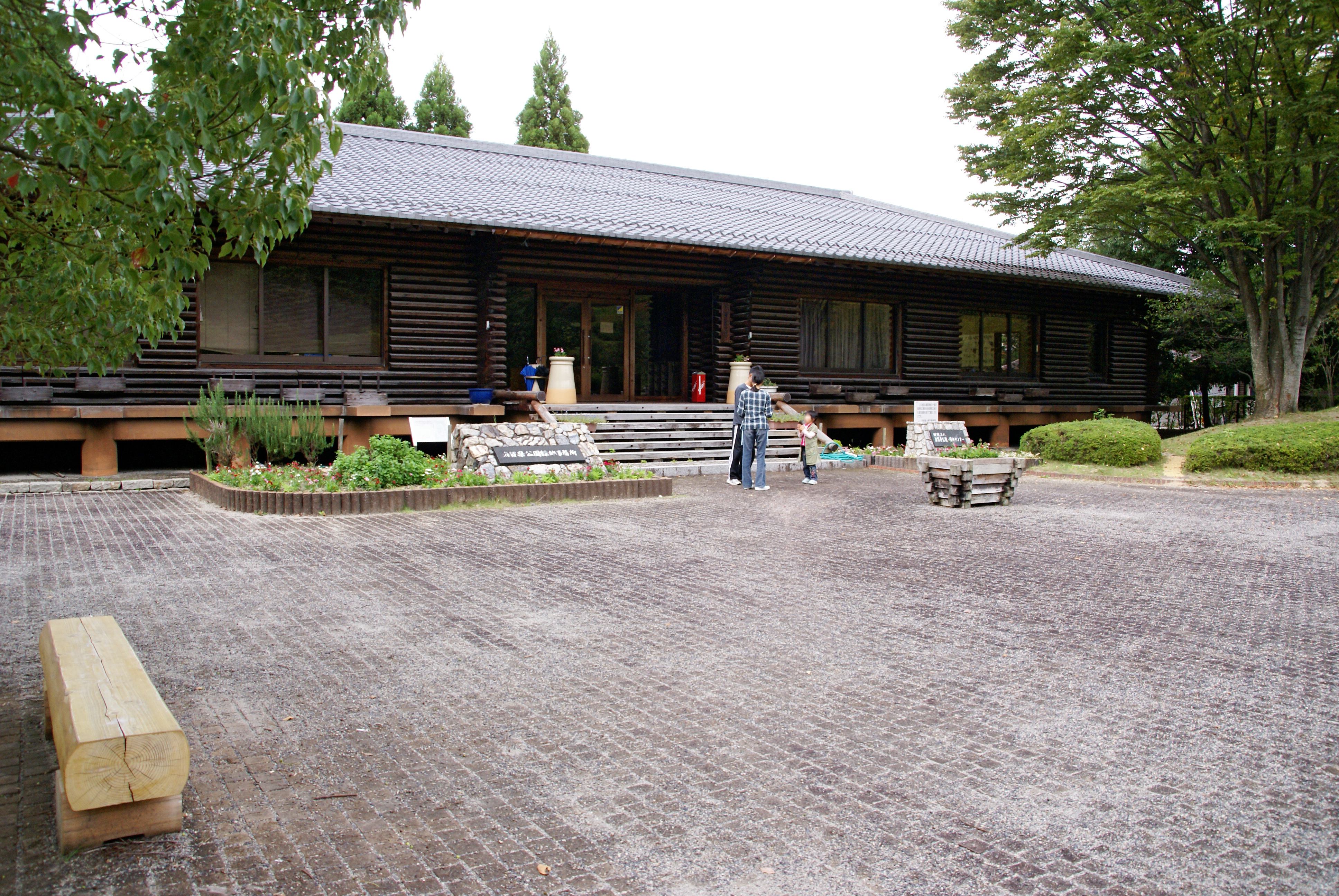
公園管理事務所（2007年10月）

## アクセス
公共交通機関
- JR琵琶湖線（東海道本線）瀬田駅より帝産湖南交通。「文化ゾーン前」または「(文化ゾーン)県立図書館・美術館前」停留所下車[注 3][18]。

自動車
- 京都・大阪方面より
  - 名神高速道路瀬田西インターチェンジ下車[18]。
- 宇治方面より
  - 京滋バイパス（高速道路）瀬田東インターチェンジ下車[19]。
- 米原・亀山・名古屋方面より
  - 新名神高速道路草津田上インターチェンジ下車[18]。

## 駐車場
滋賀県道2号大津能登川長浜線（山手幹線）沿いに駐車場（トイレ併設）が設けられており、大型イベント開催時等は臨時駐車場を開放する。なお、東駐車場は滋賀県道2号大津能登川長浜線に面していない。
- 北駐車場：80台[1]
- 東駐車場：142台[1]
- 西駐車場：122台（うち身障者用 5台、バス 6台）[1]
- 臨時駐車場：72台（大型イベント開催時等のみ）[1]

注記
- 公園内にも車道はあるが、許可車両（バイク・自転車を含む）以外は通行することができない。
- 西駐車場は入口が草津・栗東方面、出口が大津方面にしか設けられていない。
- 北駐車場 → 西駐車場間に連絡通路が整備されたが、逆方向へ進むことはできない。

## 周辺施設
当公園はびわこ文化公園都市の「文化クラスター」であり、周辺は文教地区が形成されている。近隣には名神高速道路・新名神高速道路などの高速道路が通っており、それらのインターチェンジや休憩所（パーキングエリア）がある。なお、運動施設の滋賀県立アイスアリーナと滋賀アリーナはともに、2000年（平成12年）以降に開設された。
- 滋賀医科大学
- 滋賀医科大学医学部附属病院
- 龍谷大学 瀬田キャンパス - 「放送大学 滋賀学習センター」を併設[20]
- 立命館大学びわこ・くさつキャンパス
- 滋賀県立東大津高等学校
- 滋賀県立長寿社会福祉センター[21]
- 滋賀県赤十字血液センター
- 大津市公設地方卸売市場[22]
- 滋賀県立アイスアリーナ
- 滋賀アリーナ - 滋賀県立体育館から移設[23]。2022年（令和4年）12月1日開館[24]
- 名神高速道路 草津パーキングエリア
- 新名神高速道路 草津田上インターチェンジ

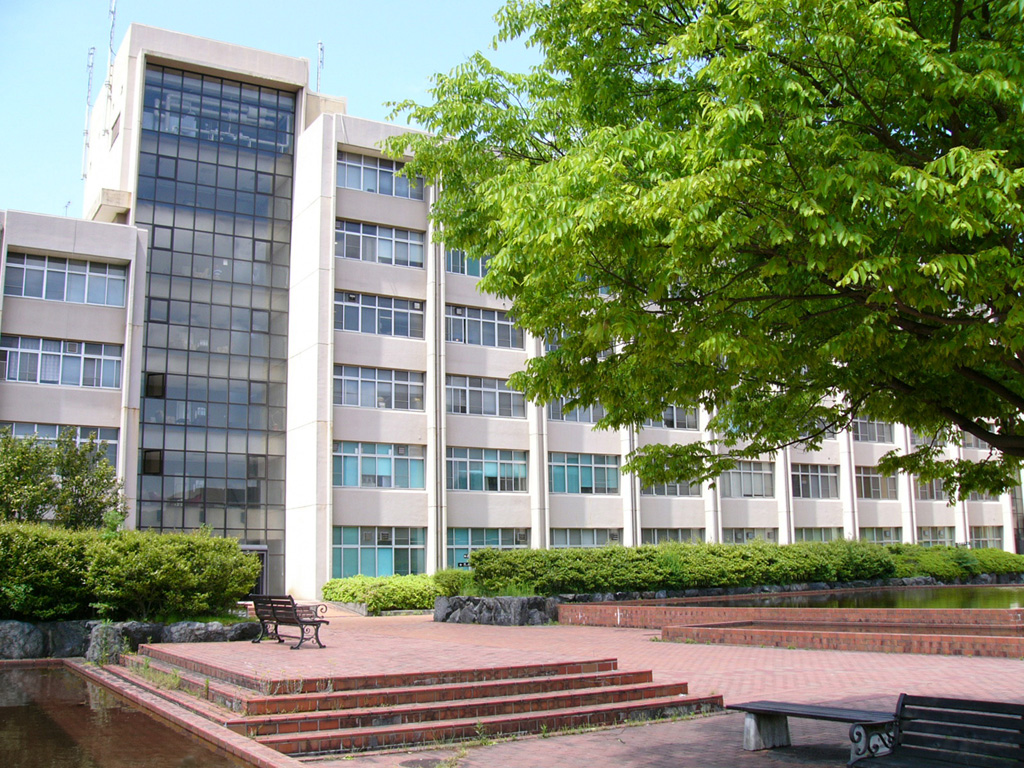
滋賀医科大学（基礎研究棟と中庭）
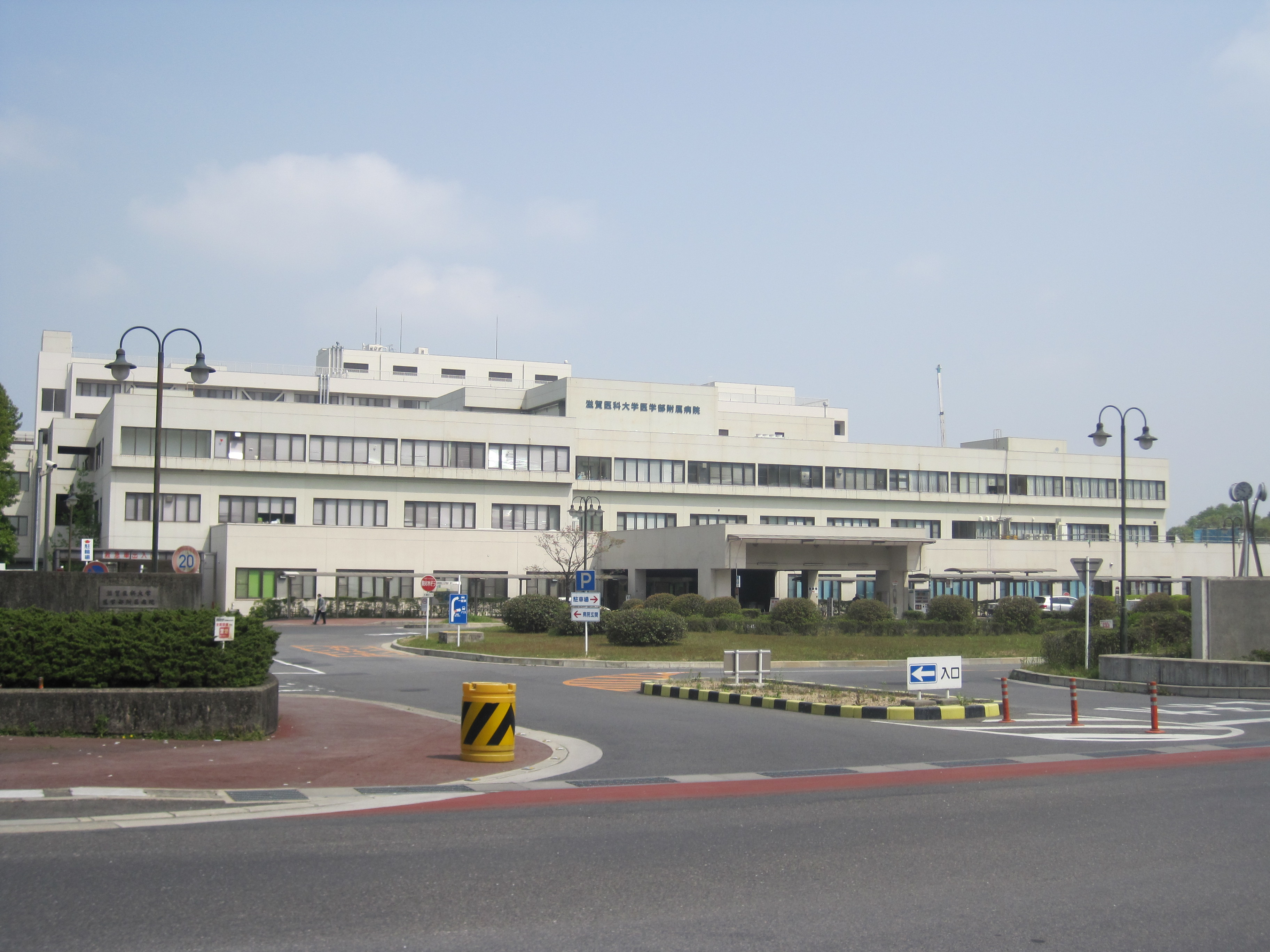
滋賀医科大学医学部附属病院
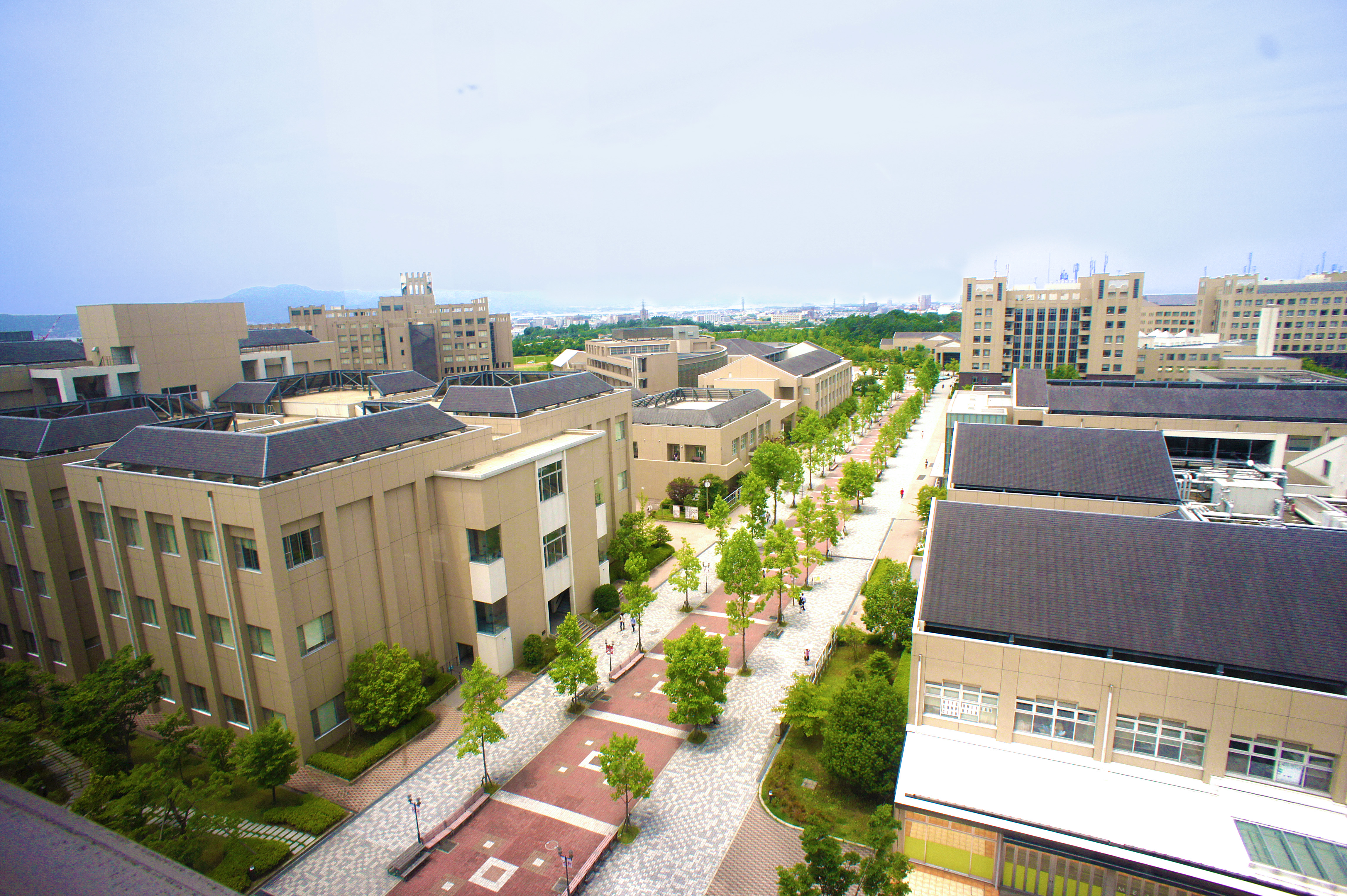
立命館大学 びわこ・くさつキャンパス
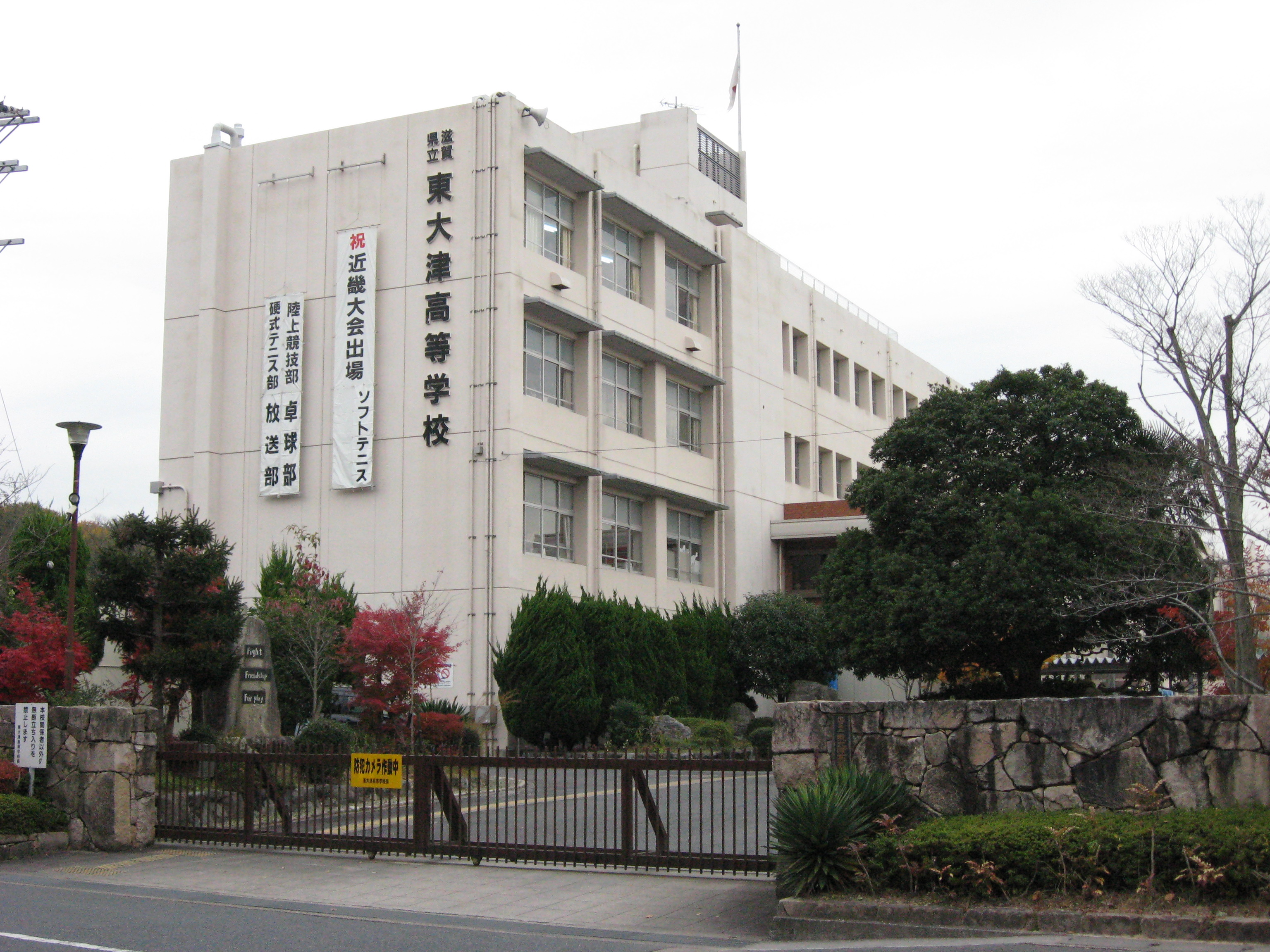
滋賀県立東大津高等学校
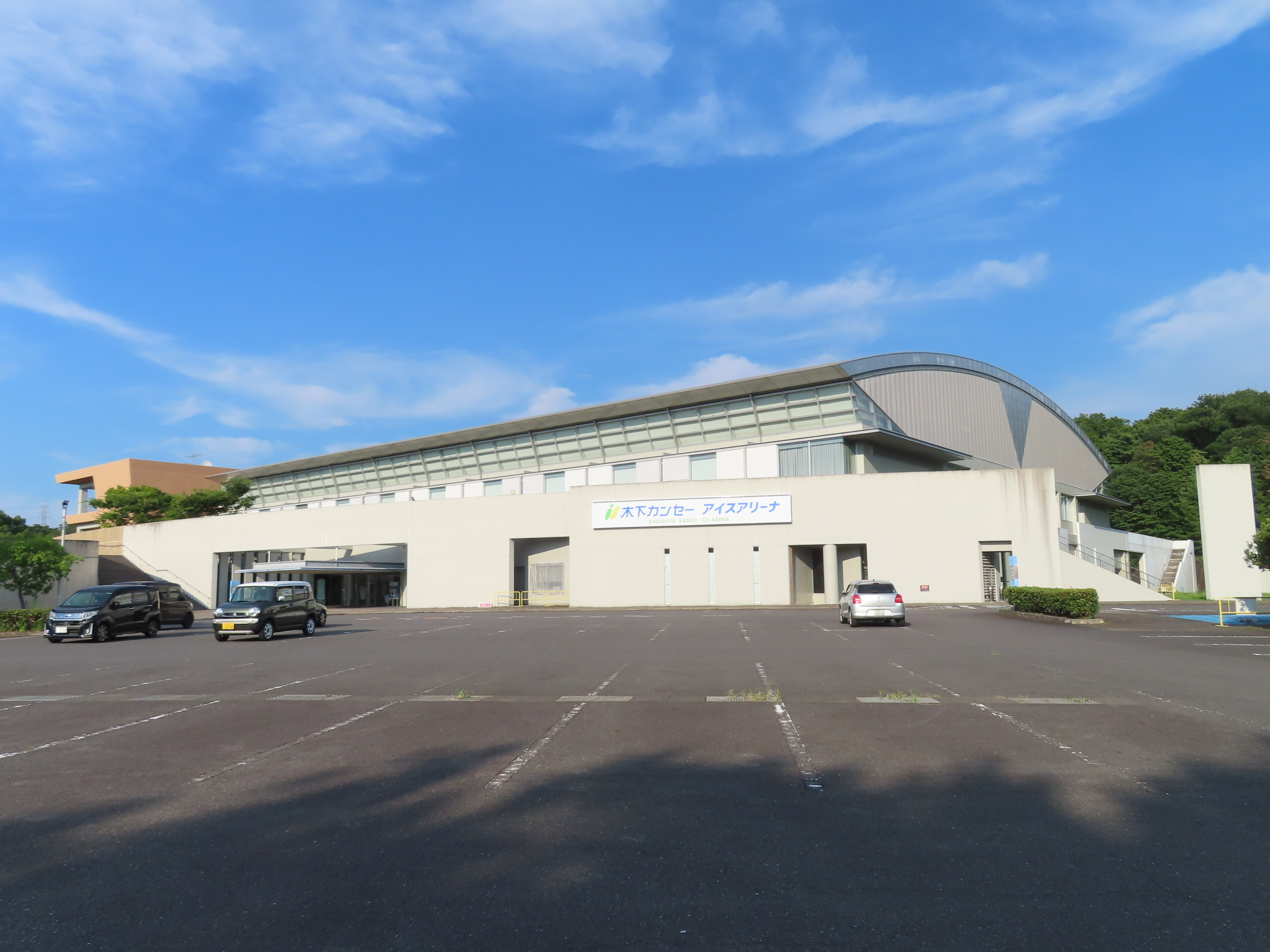
滋賀県立アイスアリーナ
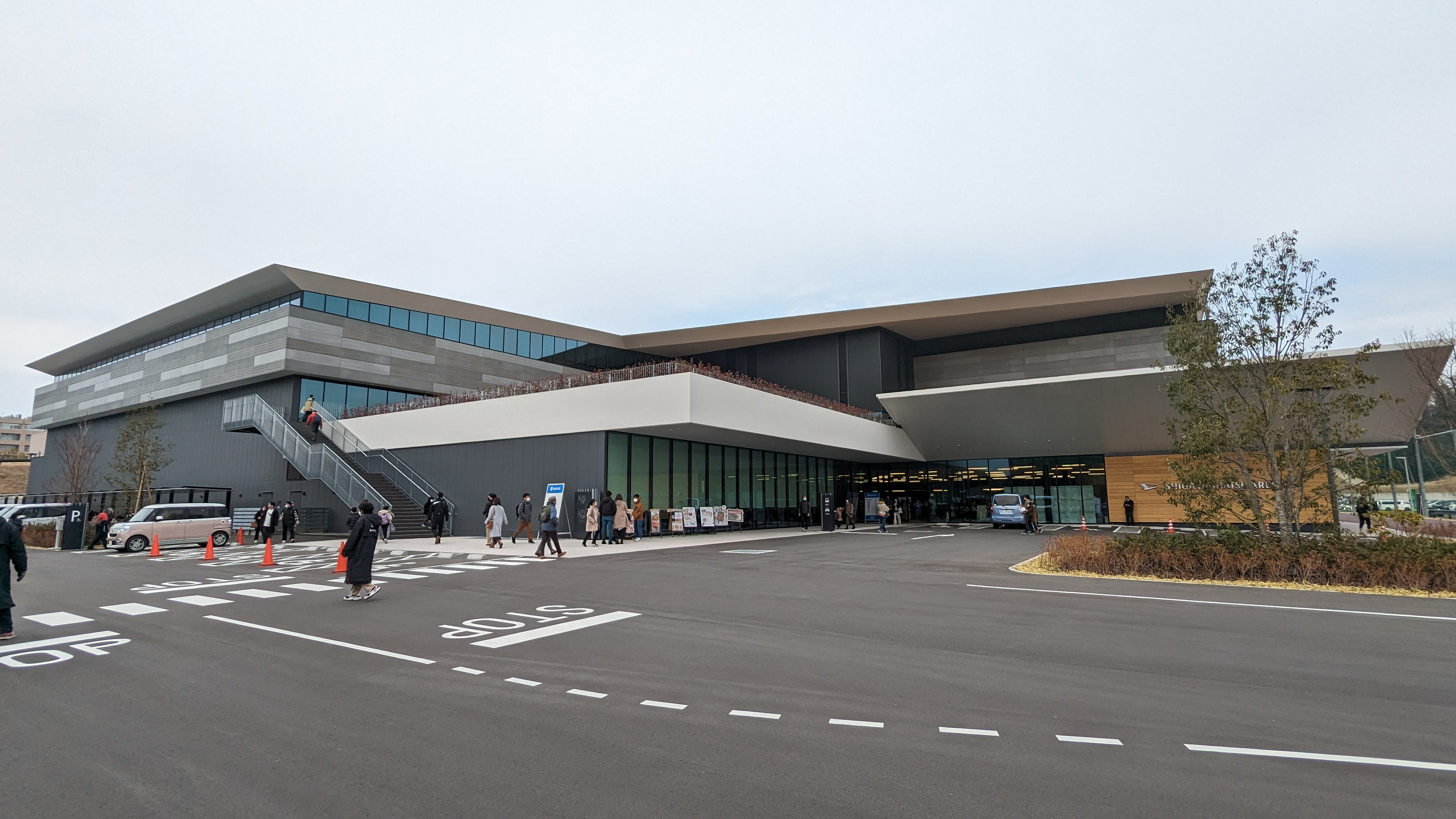
滋賀アリーナ

### 記事本文